# Copa Davis 2019
La Copa Davis 2019, també coneguda com a Davis Cup by Rakuten 2019, correspon a la 108a edició del torneig de tennis masculí més important per nacions.
En aquesta edició es va establir un nou sistema de joc pel Grup Mundial que passa a anomenar-se Davis Cup Finals. Es van substituir les quatre rondes disputades al llarg de l'any (primera ronda, quarts de final, semifinals i final) per disputar tots els partits en una sola setmana i en una sola seu escollida prèviament, ampliant el nombre d'equips nacionals a 18. Els primers quatre dies es disputa la fase de grups en format Round Robin, amb els divuit equips repartits entre sis grups de tres equips. El guanyador de cada grup i els dos millors segons avancen a quarts de final. Aquests enfrontaments de la fase de grups es disputen mitjançant dos partits individuals més un de dobles, i enlloc de disputar-se al màxim de cinc sets es passa a tres sets. En els tres dies finals es disputen les tres rondes finals: quarts de final, semifinals i final.
Prèviament es disputa la ronda de classificació amb un total de 12 enfrontaments directes, els guanyadors dels quals van accedir a la fase final afegint-se als quatre semifinalistes de l'edició anterior i dos convidats més. Els perdedors van accedir al Grup I dels respectius sectors territorials. Els grups I, II, III i IV de cada sector seguien tenint el mateix funcionament tradicional.
L'equip espanyol va guanyar el sisè títol del seu palmarès després de superar l'equip canadenc, que disputava la seva primera final. Rafael Nadal fou escollit el jugador més valuós (MVP) del torneig pel seu rendiment en tot el torneig, ja que va aconseguir vuit victòries en vuit partits disputats, sis individuals i dos de dobles.

## Davis Cup Finals
Data: novembre de 2019
Seu: Caja Mágica de Madrid, (Espanya)
18 equips nacionals participen en l'esdeveniment classificats de la següent forma:
- 4 semifinalistes del Grup Mundial de l'edició anterior
- 12 guanyadors de la fase de classificació
- 2 equips convidats

| Equips participants | Equips participants | Equips participants | Equips participants | Equips participants | Equips participants |
| ------------------- | ------------------- | ------------------- | ------------------- | ------------------- | ------------------- |
| Alemanya            | Argentina (WC) (3)  | Austràlia           | Bèlgica (4)         | Canadà              | Colòmbia            |
| Croàcia (2)         | Espanya             | Estats Units (6)    | França (1)          | Itàlia              | Japó                |
| Kazakhstan          | Països Baixos       | Regne Unit (WC) (5) | Rússia              | Sèrbia              | Xile                |

### Fase de grups
| Grup | Primer     | Primer | Primer | Primer | Segon        | Segon | Segon | Segon | Tercer        | Tercer | Tercer | Tercer |
| Grup | País       | E      | P      | S      | País         | E     | P     | S     | País          | E      | P      | S      |
| ---- | ---------- | ------ | ------ | ------ | ------------ | ----- | ----- | ----- | ------------- | ------ | ------ | ------ |
| A    | Sèrbia     | 2−0    | 5−1    | 10−2   | França       | 1−1   | 3−3   | 6−7   | Japó          | 0−2    | 1−5    | 3−10   |
| B    | Espanya    | 2−0    | 5−1    | 11−2   | Rússia       | 1−1   | 4−2   | 8−6   | Croàcia       | 0−2    | 0−6    | 1−12   |
| C    | Alemanya   | 2−0    | 5−1    | 11−4   | Argentina    | 1−1   | 3−3   | 8−6   | Xile          | 0−2    | 1−5    | 2−11   |
| D    | Austràlia  | 2−0    | 5−1    | 10−3   | Bèlgica      | 1−1   | 3−3   | 7−7   | Colòmbia      | 0−2    | 1−5    | 4−11   |
| E    | Regne Unit | 2−0    | 4−2    | 10−5   | Kazakhstan   | 1−1   | 3−3   | 7−7   | Països Baixos | 0−2    | 2−4    | 5−10   |
| F    | Canadà     | 2−0    | 4−2    | 9−5    | Estats Units | 1−1   | 3−3   | 7−8   | Itàlia        | 0−2    | 2−4    | 7−10   |

### Fase final
|  | Quarts de final 21 - 22 de novembre             | Quarts de final 21 - 22 de novembre    | Quarts de final 21 - 22 de novembre |                                        |            | Semifinals 23 de novembre | Semifinals 23 de novembre              | Semifinals 23 de novembre |  |    | Final 24 de novembre | Final 24 de novembre | Final 24 de novembre |
|  |                                                 |                                        |                                     |                                        |            |                           |                                        |                           |  |    |                      |                      |                      |
|  | 22 de novembre, Estadio Manolo Santana          |                                        |                                     |                                        |            |                           |                                        |                           |  |    |                      |                      |                      |
|  | 8                                               | Sèrbia                                 | 1                                   |                                        |            |                           |                                        |                           |  |    |                      |                      |                      |
|  | 8                                               | Sèrbia                                 | 1                                   | 23 de novembre, Estadio Manolo Santana |            |                           |                                        |                           |  |    |                      |                      |                      |
|  | 17                                              | Rússia                                 | 2                                   |                                        |            |                           |                                        |                           |  |    |                      |                      |                      |
|  | 17                                              | Rússia                                 | 2                                   |                                        | 17         | Rússia                    | 1                                      |                           |  |    |                      |                      |                      |
|  | 21 de novembre, Estadio Manolo Santana          |                                        |                                     |                                        | 17         | Rússia                    | 1                                      |                           |  |    |                      |                      |                      |
|  |                                                 | 13                                     | Canadà                              | 2                                      |            |                           |                                        |                           |  |    |                      |                      |                      |
|  | 9                                               | 13                                     | Canadà                              | 2                                      | Austràlia  | 1                         |                                        |                           |  |    |                      |                      |                      |
|  | 9                                               |                                        |                                     |                                        | Austràlia  | 1                         | 24 de novembre, Estadio Manolo Santana |                           |  |    |                      |                      |                      |
|  | 13                                              | Canadà                                 | 2                                   |                                        |            |                           |                                        |                           |  |    |                      |                      |                      |
|  | 13                                              | Canadà                                 | 2                                   |                                        |            |                           |                                        |                           |  | 13 | Canadà               | 0                    |                      |
|  | 22 de novembre, Estadio Arantxa Sánchez Vicario |                                        |                                     |                                        |            |                           |                                        |                           |  | 13 | Canadà               | 0                    |                      |
|  |                                                 | 7                                      | Espanya                             | 2                                      |            |                           |                                        |                           |  |    |                      |                      |                      |
|  | 5                                               | 7                                      | Espanya                             | 2                                      | Regne Unit | 2                         |                                        |                           |  |    |                      |                      |                      |
|  | 5                                               | 23 de novembre, Estadio Manolo Santana |                                     |                                        | Regne Unit | 2                         |                                        |                           |  |    |                      |                      |                      |
|  | 11                                              | Alemanya                               | 0                                   |                                        |            |                           |                                        |                           |  |    |                      |                      |                      |
|  | 11                                              | Alemanya                               | 0                                   |                                        | 5          | Regne Unit                | 1                                      |                           |  |    |                      |                      |                      |
|  | 22 de novembre, Estadio Manolo Santana          |                                        |                                     |                                        | 5          | Regne Unit                | 1                                      |                           |  |    |                      |                      |                      |
|  |                                                 | 7                                      | Espanya                             | 2                                      |            |                           |                                        |                           |  |    |                      |                      |                      |
|  | 3                                               | 7                                      | Espanya                             | 2                                      | Argentina  | 1                         |                                        |                           |  |    |                      |                      |                      |
|  | 3                                               |                                        |                                     |                                        | Argentina  | 1                         |                                        |                           |  |    |                      |                      |                      |
|  | 7                                               | Espanya                                | 2                                   |                                        |            |                           |                                        |                           |  |    |                      |                      |                      |

### Final
| · Canadà · 0 | Estadio Manolo Santana 24 de novembre de 2019 Dura interior | Estadio Manolo Santana 24 de novembre de 2019 Dura interior           | · Espanya · 2 |     |   |             |
| \| \| \| \| 1 \| 2 \| 3 \| \| \| - \| ---------------- \| --------------------------------------------------------------------- \| ---- \| --- \| - \| ----------- \| \| 1 \| Canadà · Espanya \| Félix Auger-Aliassime Roberto Bautista Agut \| 63 7 \| 3 6 \| \| \| \| 2 \| Canadà · Espanya \| Denis Shapovalov Rafael Nadal \| 3 6 \| 67 \| \| \| \| 3 \| Canadà · Espanya \| Vasek Pospisil / Denis Shapovalov Marcel Granollers / Feliciano López \| \| \| \| no disputat \| |                                                             |                                                                       |               |     |   |             |
| |                                                             |                                                                       | 1             | 2   | 3 |             |
| 1 | Canadà · Espanya                                            | Félix Auger-Aliassime Roberto Bautista Agut                           | 63 7          | 3 6 |   |             |
| 2 | Canadà · Espanya                                            | Denis Shapovalov Rafael Nadal                                         | 3 6           | 67  |   |             |
| 3 | Canadà · Espanya                                            | Vasek Pospisil / Denis Shapovalov Marcel Granollers / Feliciano López |               |     |   | no disputat |

## Ronda classificació
Data: 1−2 de febrer de 2019
24 equips nacionals participen per classificar-se per la fase final en sèries basades en el format local-visitant tradicional de la Copa Davis. Equips classificats de la següent forma:
- 4 quartfinalistes del Grup Mundial l'edició anterior
- 8 guanyadors dels Play-offs Grup Mundial l'edició anterior
- 12 millors equips amb millor rànquing dels sectors:
  - 6 equips sector Àfrica/Europa
  - 3 equips sector Àsia/Oceania
  - 3 equips sector Amèrica

| Seu (superfície)                                                             | Equip local     | Resultat | Equip visitant       |
| ---------------------------------------------------------------------------- | --------------- | -------- | -------------------- |
| Ginásio Municipal Tancredo Neves, Uberlândia, Brasil (terra batuda interior) | Brasil          | 1 − 3    | Bèlgica (1)          |
| Saxovat Sport Servis Sport Complex, Taixkent, Uzbekistan (dura interior)     | Uzbekistan      | 2 − 3    | Sèrbia (2)           |
| Memorial Drive Tennis Club, Adelaida, Austràlia (dura)                       | Austràlia (3)   | 4 − 0    | Bòsnia i Hercegovina |
| Calcutta South Club, Calcuta, Índia (gespa)                                  | Índia           | 1 − 3    | Itàlia (4)           |
| Fraport Arena, Frankfurt del Main, Alemanya (dura interior)                  | Alemanya (5)    | 5 − 0    | Hongria              |
| Swiss Tennis Arena, Biel/Bienne, Suïssa (dura interior)                      | Suïssa (6)      | 1 − 3    | Rússia               |
| National Tennis Center, Astanà, Kazakhstan (dura interior)                   | Kazakhstan (7)  | 3 − 1    | Portugal             |
| Ostravar Arena, Ostrava, República Txeca (dura interior)                     | Txèquia (8)     | 1 − 3    | Països Baixos        |
| Palacio de los Deportes, Bogotà, Colòmbia (terra batuda interior)            | Colòmbia        | 4 − 0    | Suècia (9)           |
| Messezentrum Salzburg, Salzburg, Àustria (terra batuda interior)             | Àustria (10)    | 2 − 3    | Xile                 |
| NTC Arena, Bratislava, Eslovàquia (terra batuda interior)                    | Eslovàquia      | 2 − 3    | Canadà (11)          |
| Guangdong Olympic Sports Center Tennis Center, Canton, Xina (dura)           | R.P. de la Xina | 2 − 3    | Japó (12)            |

## Sector Àfrica/Europa

### Grup I
Les eliminatòries es van disputar entre els dies 13 i 14 de setembre de 2019. Els guanyadors es van classificar per disputar la fase classificatòria de la següent edició, mentre que els perdedors i els països restants del Grup II s'havien de distribuir entre els Grups I i II segons el seu rànquing.
| Seu (superfície)                                                           | Equip local          | Resultat | Equip visitant |
| -------------------------------------------------------------------------- | -------------------- | -------- | -------------- |
| Arena Zenica, Zenica, Bòsnia i Hercegovina (dura interior)                 | Bòsnia i Hercegovina | 2 − 3    | Txèquia (1)    |
| Kungliga Tennishallen, Estocolm, Suècia (dura interior)                    | Suècia (2)           | 3 − 1    | Israel         |
| Espoo Metro Areena, Espoo, Finlàndia (dura interior)                       | Finlàndia            | 2 − 3    | Àustria (3)    |
| Sport11 Sports, Leisure and Event Center, Budapest, Hongria (terra batuda) | Hongria (4)          | 3 − 2    | Ucraïna        |
| AXA Arena NTC, Bratislava, Eslovàquia (terra batuda)                       | Eslovàquia           | 3 − 1    | Suïssa (5)     |
| Republic Olympic Tennis Center, Minsk, Belarús (dura interior)             | Belarús              | 3 − 2    | Portugal (6)   |

### Grup II
Les eliminatòries es van disputar entre els dies 5 i 6 d'abril, o 13 i 14 de setembre de 2019.
| Seu (superfície)                                                  | Equip local    | Resultat | Equip visitant |
| ----------------------------------------------------------------- | -------------- | -------- | -------------- |
| Sala Polivalenta, Piatra Neamț, Romania (dura interior)           | Romania (1)    | 4 − 1    | Zimbàbue       |
| Kelvin Grove Club, Ciutat del Cap, Sud-àfrica (dura)              | Sud-àfrica (2) | 4 − 1    | Bulgària       |
| Vejlby-Risskov Hallen, Aarhus, Dinamarca (dura interior)          | Dinamarca (3)  | 2 − 3    | Turquia        |
| Royal Tennis Club de Marrakech, Marràqueix, Marroc (terra batuda) | Marroc         | 2 − 3    | Lituània (4)   |
| El Gezera Sporting Club, El Caire, Egipte (terra batuda)          | Egipte (5)     | 1 − 3    | Eslovènia      |
| Njaard Tennis klubb, Oslo, Noruega (terra batuda)                 | Noruega (6)    | 3 − 1    | Geòrgia        |

### Grup III

#### Àfrica
Els partits del Grup III del sector africà es van disputar entre l'11 i el 14 de setembre de 2019 sobre terra batuda exterior al Nairobi Club de Nairobi (Kenya). La primera fase estava formada per dos grups de quatre països. Els primers de cada grup es van enfrontar en una eliminatòria, el primer del grup A contra el primer del B, i el primer del C contra el primer del D, per determinar els dos països que ascendien al Grup II del sector africà-europeu, un ascens a cada seu.
Grup A
|             | Tunísia | Namíbia | Nigèria | Moçambic | V − D | Partits | Pos. |
| Tunísia (1) |         | 3−0     | 3−0     | 3−0      | 3−0   | 9−0     | 1    |
| Namíbia     | 0−3     |         | 2−1     | 1−2      | 1−2   | 3−6     | 3    |
| Nigèria     | 0−3     | 1−2     |         | 1−2      | 0−3   | 2−7     | 4    |
| Moçambic    | 0−3     | 2−1     | 2−1     |          | 2−1   | 4−5     | 2    |

Grup B
|            | Kenya | Benín | Algèria | Madagascar | V − D | Partits | Pos. |
| Kenya (2)  |       | 2−1   | 2−1     | 2−1        | 3−0   | 6−3     | 1    |
| Benín      | 1−2   |       | 1−2     | 1−2        | 0−3   | 3−6     | 4    |
| Algèria    | 1−2   | 2−1   |         | 0−3        | 1−2   | 3−6     | 3    |
| Madagascar | 1−2   | 2−1   | 3−0     |            | 2−1   | 6−3     | 2    |

Play-offs
| Ronda   | Equip A     | Resultat | Equip B    |
| ------- | ----------- | -------- | ---------- |
| Ascens  | Tunísia (1) | 2 − 0    | Madagascar |
| Ascens  | Moçambic    | 0 − 2    | Kenya (2)  |
| Descens | Nigèria     | 0 − 2    | Algèria    |
| Descens | Namíbia     | 0 − 3    | Benín      |

#### Europa
Els partits del Grup III del sector europeu es van disputar entre l'11 i el 14 de setembre de 2019 sobre terra batuda exterior al Tatoi Club d'Atenes (Grècia). La primera fase estava formada per dos grups de quatre països. Els primers de cada grup es van enfrontar en una eliminatòria per determinar els dos països que ascendien al Grup II del sector africà-europeu, un ascens a cada seu.
Grup A
|               | Luxemburg | Polònia | Mònaco | Grècia | V − D | Partits | Pos. |
| Luxemburg (1) |           | 0−3     | 0−3    | 0−3    | 0−3   | 0−9     | 4    |
| Polònia       | 3−0       |         | 3−0    | 2−1    | 3−0   | 8−1     | 1    |
| Mònaco        | 3−0       | 0−3     |        | 1−2    | 1−2   | 4−5     | 3    |
| Grècia        | 3−0       | 1−2     | 2−1    |        | 2−1   | 6−3     | 2    |

Grup B
|                    | Estònia | Letònia | Montenegro | Macedònia del Nord | V − D | Partits | Pos. |
| Estònia (2)        |         | 2−1     | 3−0        | 3−0                | 3−0   | 8−1     | 1    |
| Letònia            | 1−2     |         | 3−0        | 3−0                | 2−1   | 7−2     | 2    |
| Montenegro         | 0−3     | 0−3     |            | 3−0                | 1−2   | 3−6     | 3    |
| Macedònia del Nord | 0−3     | 0−3     | 0−3        |                    | 0−3   | 0−9     | 4    |

Play-offs
| Ronda        | Equip A       | Resultat | Equip B            |
| ------------ | ------------- | -------- | ------------------ |
| Primer/Segon | Polònia       | 2 − 0    | Estònia (2)        |
| Tercer/Quart | Grècia        | 2 − 1    | Letònia            |
| Descens      | Mònaco        | 2 − 1    | Macedònia del Nord |
| Descens      | Luxemburg (1) | 2 − 1    | Montenegro         |

### Grup IV

#### Àfrica
Els partits del Grup IV del sector africà es van disputar entre el 26 i el 29 de juny de 2019 sobre pista dura exterior al Complexe Sportif Concrode de Kintele de Brazzaville (República del Congo). La primera fase estava formada per dos grups de tres i quatre països. Els primers de cada grup es van enfrontar en una eliminatòria per determinar el país que ascendia al Grup III del sector africà.
Grup A
|             | Camerun | Ghana | Gabon | V − D | Partits | Pos. |
| Camerun (1) |         | 1−2   | 2−1   | 1−1   | 3−3     | 2    |
| Ghana       | 2−1     |       | 3−0   | 2−0   | 5−1     | 1    |
| Gabon       | 1−2     | 0−3   |       | 0−2   | 1−5     | 3    |

Grup B
|                | Ruanda | Botswana | Uganda | Rep. del Congo | V − D | Partits | Pos. |
| Ruanda (2)     |        | 3−0      | 2−1    | 3−0            | 3−0   | 8−1     | 1    |
| Botswana       | 0−3    |          | 1−2    | 2−1            | 1−2   | 3−6     | 3    |
| Uganda         | 1−2    | 2−1      |        | 3−0            | 2−1   | 6−3     | 2    |
| Rep. del Congo | 0−3    | 1−2      | 0−3    |                | 0−3   | 1−8     | 4    |

Play-offs
| Ronda        | Equip A     | Resultat | Equip B        |
| ------------ | ----------- | -------- | -------------- |
| Ascens       | Ghana       | 2 − 0    | Ruanda (2)     |
| Tercer/Quart | Camerun (1) | 2 − 0    | Uganda         |
| Cinquè/Sisè  | Gabon       | 2 − 0    | Botswana       |
| Setè         |             |          | Rep. del Congo |

#### Europa
Els partits del Grup IV del sector europeu es van disputar entre el 15 i el 20 de juliol de 2019 sobre terra batuda exterior al Centro Tennis Cassa di Rispamio de San Marino (San Marino). La primera fase estava formada per dos grups de cinc països. Els primers de cada grup es van enfrontar en una eliminatòria per determinar el país que ascendia al Grup III del sector europeu.
Grup A
|                   | Liechtenstein | Xipre | Islàndia | Armènia | Albània | V − D | Partits | Pos. |
| Liechtenstein (1) |               | 0−3   | 2−1      | 1−2     | 3−0     | 2−2   | 6−6     | 2    |
| Xipre             | 3−0           |       | 3−0      | 3−0     | 3−0     | 4−0   | 12−0    | 1    |
| Islàndia          | 1−2           | 0−3   |          | 2−1     | 3−0     | 2−2   | 6−6     | 3    |
| Armènia           | 2−1           | 0−3   | 1−2      |         | 3−0     | 2−2   | 6−6     | 4    |
| Albània           | 0−3           | 0−3   | 0−3      | 0−3     |         | 0−4   | 0−12    | 5    |

Grup B
|             | Irlanda | Malta | Andorra | San Marino | Kosovo | V − D | Partits | Pos. |
| Irlanda (2) |         | 3−0   | 3−0     | 2−1        | 3−0    | 4−0   | 11−1    | 1    |
| Malta       | 0−3     |       | 2−1     | 2−1        | 3−0    | 3−1   | 7−5     | 2    |
| Andorra     | 0−3     | 1−2   |         | 1−2        | 1−2    | 0−4   | 3−9     | 5    |
| San Marino  | 1−2     | 1−2   | 2−1     |            | 2−1    | 2−2   | 6−6     | 3    |
| Kosovo      | 0−3     | 0−3   | 1−2     | 2−1        |        | 1−3   | 3−9     | 4    |

Play-offs
| Ronda        | Equip A           | Resultat | Equip B     |
| ------------ | ----------------- | -------- | ----------- |
| Ascens       | Xipre             | 2 − 1    | Irlanda (2) |
| Tercer/Quart | Liechtenstein (1) | 3 − 0    | Malta       |
| Cinquè/Sisè  | Islàndia          | 3 − 0    | San Marino  |
| Setè/Vuitè   | Armènia           | 3 − 0    | Kosovo      |
| Novè/Desè    | Albània           | 2 − 1    | Andorra     |

## Sector Amèrica

### Grup I
Les eliminatòries es van disputar entre els dies 13 i 14 de setembre de 2019. Els guanyadors es van classificar per disputar la fase classificatòria de la següent edició, mentre que els perdedors i els països restants del Grup II s'havien de distribuir entre els Grups I i II segons el seu rànquing.
| Seu (superfície)                                                | Equip local | Resultat | Equip visitant           |
| --------------------------------------------------------------- | ----------- | -------- | ------------------------ |
| Sociedade Recreativa Mampituba, Criciuma, Brasil (terra batuda) | Brasil (1)  | 3 − 1    | Barbados                 |
| Doral Park Country Club, Doral, Estats Units (dura)             | Veneçuela   | 0 − 4    | Equador (2)              |
| Carrasco Lawn Tennis Club, Montevideo, Uruguai (terra batuda)   | Uruguai     | 3 − 1    | República Dominicana (3) |

### Grup II
Les eliminatòries es van disputar entre els dies 5 i 6 d'abril, o 13 i 15 de setembre de 2019.
| Seu (superfície)                                                          | Equip local   | Resultat | Equip visitant |
| ------------------------------------------------------------------------- | ------------- | -------- | -------------- |
| Complejo Polideportivo de Cuidad Merliot, Santa Tecla, El Salvador (dura) | El Salvador   | 2 − 3    | Perú (1)       |
| Club Internacional de Tenis, Asunción, Paraguai (terra batuda)            | Paraguai      | 1 − 3    | Mèxic (2)      |
| Federacion Nacional de Tenis, Guatemala, Guatemala (dura)                 | Guatemala (3) | 2 − 3    | Bolívia        |

### Grup III
Els partits del Grup III del sector americà es van disputar entre el 17 i el 22 de juny de 2019 sobre pista dura exterior al Costa Rica Country Club de San Rafael de Escazú, prop de San José (Costa Rica). La primera fase estava formada per quatre grups de quatre països, dos grups a cada seu. Els primers de cada grup es van enfrontar en una eliminatòria, el primer del grup A contra el primer del B, i el primer del C contra el primer del D, per determinar els dos països que ascendien al Grup II del sector americà.
Grup A
|                         | Bahames | Puerto Rico | Costa Rica | Antigua i Barbuda | Illes Verges Americanes | V − D | Partits | Pos. |
| Bahames (1)             |         | 0−3         | 0−3        | 2−1               | 2−1                     | 2−2   | 4−8     | 3    |
| Puerto Rico             | 3−0     |             | 1−2        | 3−0               | 3−0                     | 3−1   | 10−2    | 2    |
| Costa Rica              | 3−0     | 2−1         |            | 2−1               | 3−0                     | 4−0   | 10−2    | 1    |
| Antigua i Barbuda       | 1−2     | 0−3         | 1−2        |                   | 3−0                     | 1−3   | 5−7     | 4    |
| Illes Verges Americanes | 1−2     | 0−3         | 0−3        | 0−3               |                         | 0−4   | 1−11    | 5    |

Grup B
|                   | Hondures | Jamaica | Cuba | Panamà | Bermudes | Trinitat i Tobago | V − D | Partits | Pos. |
| Hondures (2)      |          | 1−2     | 2−1  | 1−2    | 2−1      | 3−0               | 3−2   | 9−6     | 3    |
| Jamaica           | 2−1      |         | 2−1  | 2−1    | 2−1      | 2−1               | 5−0   | 10−5    | 1    |
| Cuba              | 1−2      | 1−2     |      | 2−1    | 3−0      | 3−0               | 3−2   | 10−5    | 2    |
| Panamà            | 2−1      | 1−2     | 1−2  |        | 2−1      | 2−1               | 3−2   | 8−7     | 4    |
| Bermudes          | 1−2      | 1−2     | 0−3  | 1−2    |          | 2−1               | 1−4   | 5−10    | 5    |
| Trinitat i Tobago | 0−3      | 1−2     | 0−3  | 1−2    | 1−2      |                   | 0−5   | 3−12    | 6    |

Play-offs
| Ronda       | Equip A                 | Resultat | Equip B           |
| ----------- | ----------------------- | -------- | ----------------- |
| Ascens      | Costa Rica              | 2 − 0    | Jamaica           |
| Ascens      | Puerto Rico             | 2 − 0    | Cuba              |
| Cinquè/Sisè | Bahames (1)             | 0 − 2    | Hondures (2)      |
| Setè/Vuitè  | Antigua i Barbuda       | 2 − 1    | Panamà            |
| Novè/Desè   | Illes Verges Americanes | 1 − 2    | Bermudes          |
| Onzè        |                         |          | Trinitat i Tobago |

## Sector Àsia/Oceania

### Grup I
Les eliminatòries es van disputar entre els dies 13 i 15 de setembre de 2019. Els guanyadors es van classificar per disputar la fase classificatòria de la següent edició, mentre que els perdedors i els països restants del Grup II s'havien de distribuir entre els Grups I i II segons el seu rànquing.
| Seu (superfície)                                                            | Equip local         | Resultat | Equip visitant |
| --------------------------------------------------------------------------- | ------------------- | -------- | -------------- |
| National Tennis Center, Nursultan, Kazakhstan (dura interior)               | Pakistan            | 0 − 4    | Índia (1)      |
| Automobile and Touring Club of Lebanon, Joünié, Líban (terra batuda)        | Líban               | 2 − 3    | Uzbekistan (2) |
| Guiyang Olympic Sports Center Tennis Stadium, Guiyang, Xina (dura interior) | R.P. de la Xina (3) | 1 − 3    | Corea del Sud  |

### Grup II
Les eliminatòries es van disputar entre els dies 5 i 6 d'abril, o 13 i 15 de setembre de 2019.
| Seu (superfície)                                                     | Equip local   | Resultat | Equip visitant   |
| -------------------------------------------------------------------- | ------------- | -------- | ---------------- |
| The National Tennis Development Center, Nonthaburi, Tailàndia (dura) | Tailàndia (1) | 3 − 1    | Filipines        |
| Gelora Bung Karno Tennis Stadium, Jakarta, Indonèsia (dura)          | Indonèsia     | 1 − 3    | Nova Zelanda (2) |
| Victoria Park Tennis Stadium, Hong Kong (dura)                       | Hong Kong     | 0 − 4    | Xina Taipei (3)  |

### Grup III
Els partits del Grup III del sector asiàtico-oceànic es van disputar entre el 26 i el 29 de juny de 2019 sobre pista dura interior al OCBC Arena de Singapur. La primera fase estava formada per dos grups de quatre països. Els primers de cada grup es van enfrontar en una eliminatòria, el primer del grup A contra el primer del B, per determinar el país que ascenda al Grup II del sector asiàtico-oceànic. No hi ha haver eliminatòria de descens.
Grup A
|             | Vietnam | Kuwait | Sri Lanka | Singapur | V − D | Partits | Pos. |
| Vietnam (1) |         | 3−0    | 3−0       | 2−1      | 3−0   | 8−1     | 1    |
| Kuwait      | 0−3     |        | 1−2       | 2−1      | 1−2   | 3−6     | 3    |
| Sri Lanka   | 0−3     | 2−1    |           | 2−1      | 2−1   | 4−4     | 2    |
| Singapur    | 1−2     | 1−2    | 1−2       |          | 0−3   | 3−6     | 4    |

Grup B
|          | Iran | Qatar | Síria | Malàisia | V − D | Partits | Pos. |
| Iran (2) |      | 1−2   | 0−3   | 0−3      | 0−3   | 1−8     | 4    |
| Qatar    | 2−1  |       | 0−3   | 2−1      | 2−1   | 4−5     | 2    |
| Síria    | 3−0  | 3−0   |       | 2−1      | 3−0   | 8−1     | 1    |
| Malàisia | 3−0  | 1−2   | 1−2   |          | 1−2   | 5−4     | 3    |

Play-offs
| Ronda        | Equip A     | Resultat | Equip B  |
| ------------ | ----------- | -------- | -------- |
| Ascens       | Vietnam (1) | 2 − 0    | Síria    |
| Tercer/Quart | Sri Lanka   | 2 − 1    | Qatar    |
| Cinquè/Sisè  | Kuwait      | 2 − 1    | Malàisia |
| Setè/Vuitè   | Singapur    | 2 − 1    | Iran (2) |

### Grup IV
Els partits del Grup IV del sector asiàtico-oceànic es van disputar entre el 9 i el 15 de setembre de 2019 sobre pista dura exterior en el Jordan Tennis Federation d'Amman (Jordània). La primera fase estava formada per quatre grups de tres i quatre països. Els primers de cada grup es van enfrontar en una eliminatòria per determinar els dos països que ascendien al sector Àsia/Oceania del Grup III.
Grup A
|                     | Pacific Oceania | Aràbia Saudita | Bangladesh | V − D | Partits | Pos. |
| Pacific Oceania (1) |                 | 2−1            | 3−0        | 2−0   | 5−1     | 1    |
| Aràbia Saudita      | 1−2             |                | 3−0        | 1−1   | 4−2     | 2    |
| Bangladesh          | 0−3             | 0−3            |            | 0−2   | 0−6     | 3    |

Grup B
|          | Oman | Bahrain | Iraq | V − D | Partits | Pos. |
| Oman (2) |      | 2−1     | 2−1  | 2−0   | 4−2     | 1    |
| Bahrain  | 1−2  |         | 1−2  | 0−2   | 2−4     | 3    |
| Iraq     | 1−2  | 2−1     |      | 1−1   | 3−3     | 2    |

Grup C
|              | Jordània | Mongòlia | Turkmenistan | Guam | V − D | Partits | Pos. |
| Jordània (3) |          | 3−0      | 2−1          | 3−0  | 3−0   | 8−1     | 1    |
| Mongòlia     | 0−3      |          | 0−3          | 1−2  | 0−3   | 1−8     | 4    |
| Turkmenistan | 1−2      | 3−0      |              | 3−0  | 2−1   | 7−2     | 2    |
| Guam         | 0−3      | 2−1      | 0−3          |      | 1−2   | 2−7     | 3    |

Grup D
|                         | Emirats Àrabs Units | Cambodja | Tadjikistan | Kirguizstan | V − D | Partits | Pos. |
| Emirats Àrabs Units (4) |                     | 3−0      | 3−0         | 3−0         | 3−0   | 9−0     | 1    |
| Cambodja                | 0−3                 |          | 3−0         | 3−0         | 2−1   | 6−3     | 2    |
| Tadjikistan             | 0−3                 | 0−3      |             | 0−3         | 0−3   | 0−9     | 4    |
| Kirguizstan             | 0−3                 | 0−3      | 3−0         |             | 1−2   | 3−6     | 3    |

Play-offs
| Ronda          | Equip A             | Resultat | Equip D                 |
| -------------- | ------------------- | -------- | ----------------------- |
| Ascens         | Pacific Oceania (1) | 2 − 0    | Emirats Àrabs Units (4) |
| Cinquè/Vuitè   | Aràbia Saudita      | 2 − 1    | Cambodja                |
| Novè/Dotzè     | Bangladesh          | 2 − 0    | Kirguizstan             |
| Tretzè/Catorzè |                     |          | Tadjikistan             |

| Ronda          | Equip B  | Resultat | Equip C      |
| -------------- | -------- | -------- | ------------ |
| Ascens         | Oman (2) | 0 − 2    | Jordània (3) |
| Cinquè/Vuitè   | Iraq     | 0 − 2    | Turkmenistan |
| Novè/Dotzè     | Bahrain  | 1 − 2    | Guam         |
| Tretzè/Catorzè |          |          | Mongòlia     |

## Resum
| Grup         | Grup      | Països                                                                       |
| ------------ | --------- | ---------------------------------------------------------------------------- |
| Grup Mundial | Campió    | Espanya                                                                      |
| Grup Mundial | Finalista | Canadà                                                                       |
| Grup Mundial | Descens   | –                                                                            |
| Grup I       | Ascens    | –                                                                            |
| Grup I       | Descens   | –                                                                            |
| Grup II      | Ascens    | Lituània, Perú, Romania, Tailàndia                                           |
| Grup II      | Descens   | –                                                                            |
| Grup III     | Ascens    | Costa Rica, Cuba, Estònia, Grècia, Kenya, Letònia, Polònia, Tunísia, Vietnam |
| Grup III     | Descens   | Macedònia del Nord, Montenegro, Namíbia, Nigèria                             |
| Grup IV      | Ascens    | Ghana, Jordània, Pacific Oceania, Xipre                                      |

## Rànquing
| Rànquing de la Copa Davis ITF 2019 | Rànquing de la Copa Davis ITF 2019 | Rànquing de la Copa Davis ITF 2019 | Rànquing de la Copa Davis ITF 2019 | Rànquing de la Copa Davis ITF 2019 | Rànquing de la Copa Davis ITF 2019 |
| Pos.                               | País                               | Punts                              | Eliminatòries                      | Ant.                               | Mov.                               |
| ---------------------------------- | ---------------------------------- | ---------------------------------- | ---------------------------------- | ---------------------------------- | ---------------------------------- |
| 1                                  | França                             | 2.289,13                           | 13                                 | 1                                  | =                                  |
| 2                                  | Croàcia                            | 2.166,01                           | 12                                 | 2                                  | =                                  |
| 3                                  | Espanya                            | 1.177,38                           | 12                                 | 7                                  | 4                                  |
| 4                                  | Bèlgica                            | 933,50                             | 11                                 | 4                                  | =                                  |
| 5                                  | Argentina                          | 904,13                             | 11                                 | 3                                  | 2                                  |
| 6                                  | Estats Units                       | 776,87                             | 9                                  | 6                                  | =                                  |
| 7                                  | Sèrbia                             | 618,50                             | 11                                 | 8                                  | 1                                  |
| 8                                  | Regne Unit                         | 595,00                             | 11                                 | 5                                  | 3                                  |
| 9                                  | Canadà                             | 505,50                             | 12                                 | 16                                 | 7                                  |
| 10                                 | Austràlia                          | 499,75                             | 11                                 | 9                                  | 1                                  |